# Christian Winther (Musiker)
Christian Winther ist ein dänischer Jazz-Musiker (Saxophon, auch Klarinette).
Christian Winther lernte mit elf Jahren zunächst Klarinette und begann durch die Plattensammlung seines Vaters sich für Jazz zu interessieren. Nach Louis Armstrong waren Charlie Parker und John Coltrane erste Vorbilder und bewogen ihn, zum Saxophon zu wechseln. Er studierte bei Darryl Barber, anschließend in New York am Skidmore Jazz Institute, u. a. bei Milt Hinton, an der University of New Orleans bei Ellis Marsalis, Ed Petersen, Victor Goines, Steve Masakowski und Harold Battiste. In dieser Zeit arbeitete er u. a. auch mit Frank Morgan und Alvin Red Tyler. 2001 erschien sein Debütalbum Perspectives. Seit Mitte der 2000er Jahre arbeitete er u. a. bei Aufnahmesessions von SteepleChase Records mit Marcus Printup, Vincent Gardner, Gregory Tardy und Wayne Escoffery. Von 2003 bis 2010 wirkte er bei sechs Aufnahmesessions mit. Winther gründete mit dem Pianisten Richard D. Johnson das Duo Two People, um die Musik von Jazzkomponisten aufzuführen. Ein erstes Album war Billy Strayhorn gewidmet (Two People: The Music of Billy Strayhorn).